# Tour du Pays d'Olliergues
Le Tour du Pays d'Olliergues est une course cycliste française disputée dans le département du Puy-de-Dôme, en Auvergne. Organisée par un club local, cette compétition se déroule sur plusieurs étapes. Elle est réservée aux cyclistes juniors (moins de 19 ans),. 
À son palmarès, la course compte plusieurs vainqueurs qui ont ensuite brillé dans les rangs professionnels. Les éditions 2020 et 2021 sont annulées en raison de la pandémie de Covid-19.

## Palmarès
| Année                                  | Vainqueur                | Deuxième             | Troisième              |
| -------------------------------------- | ------------------------ | -------------------- | ---------------------- |
| Tour des Pays d'Olliergues et d'Arlanc |                          |                      |                        |
| 2002                                   | Julien Antomarchi        | Julien Pinna         | Alexandre Cabrera      |
| 2003                                   | Julien Loubet            | Florian Vachon       | Blaise Sonnery         |
| 2004                                   | Maxime Bouet             | Nicolas Bourdillat   | Anthony Valès          |
| Tour du Pays d'Olliergues              |                          |                      |                        |
| 2005                                   | Julien Berreterot        | Anthony Valès        | Antoine Lécuyer        |
| 2006                                   | Thomas Girard            | Sylvain Métais       | Camille Chancrin       |
| 2007                                   | Thomas Girard            | Thomas Bonnin        | Jérôme Sudries         |
| 2008                                   | Anthony Perez            | Anthony Jourda       | Anthony Gimet          |
| 2009                                   | Adrien Crousaz           | Francis Genetier     | Grégoire Tarride       |
| 2010                                   | Pierre-Henri Lecuisinier | Quentin Pacher       | Geoffrey Bouchard      |
| 2011                                   | Pierre Latour            | Adrien Legros        | Romain Faussurier      |
| 2012                                   | Élie Gesbert             | Kévin Goulot         | Quentin Jauregui       |
| 2013                                   | Étienne Fabre            | Paul Sauvage         | Teddy Rascle           |
| 2014                                   | Dorian Godon             | Sacha Gauzens-Chiesa | Robin Meyer            |
| 2015                                   | Sofiane Merignat         | Laurens Huys         | Louis Louvet           |
| 2016                                   | Clément Didier           | Ward Vanhoof         | Andréa Mifsud          |
| 2017                                   | Théo Jusselin            | Jacques Lebreton     | Eliot Pauchard         |
| 2018                                   | Valentin Paret-Peintre   | Alex Baudin          | Erwan Soulié           |
| 2019                                   | Alex Baudin              | Loris Trastour       | Valentin Paret-Peintre |
| 2020-2021                              | Annulé                   |                      |                        |
| 2022                                   | Jean-Loup Fayolle        | Vincent Bodet        | Maël Soranzo           |
| 2023                                   | Paul Seixas              | Vincent Bodet        | Jean-Loup Fayolle      |
| 2024                                   | Theo Anderson            | Baptiste Grégoire    | Kevin Estupiñán        |